# Phiala crassistriga
Phiala crassistriga är en fjärilsart som beskrevs av Embrik Strand 1911. Phiala crassistriga ingår i släktet Phiala och familjen Eupterotidae. Inga underarter finns listade i Catalogue of Life.